# Мадхубала
Мадхубала (родена като Мумтаз Джехан Бегум Дехлави; 1933 – 1969 г.) е индийска актриса и продуцент, която работи във филми на хинди. Тя се класира като един от най-добре платените артисти в Индия на своето време. В кариера, обхващаща повече от 20 години, Мадхубала е била предимно активна само за десетилетие, но се е появила в над 60 филма до момента на смъртта си през 1969 г.

## Живот и творчество
Родена и израснала в Делхи, Мадхубала се премества в Бомбай (сега Мумбай) със семейството си, когато е на 8 години, и малко след това се появява във второстепенни роли в редица филми. Скоро тя напредва до водещи роли в края на 40-те години и печели успех с драмите Neel Kamal (1947) и Amar (1954), филма на ужасите Mahal (1949) и романтичните филми Badal (1951) и Tarana (1951). Следва кратък неуспех, но не след дълго Мадхубала получава международна известност с ролите си в комедиите Mr. & Mrs. '55 (1955), Chalti Ka Naam Gaadi (1958) и Half Ticket (1962), криминалните филми Howrah Bridge и Kala Pani (и двата 1958) и мюзикълът Barsaat Ki Raat (1960).
Превъплъщението на Мадхубала в ролята на Анаркали в историческата епична драма Mughal-e-Azam (1960) – най-касовият филм в Индия по онова време – ѝ печели широко признание от критиците и единствената ѝ номинация за наградата Filmfare за най-добра актриса; нейното изпълнение оттогава е описано от критиците като едно от най-добрите в историята на индийското кино. Тя работи спорадично във филмите през 60-те, като последната ѝ поява е в драмата Sharabi (1964). Освен това тя продуцира три филма под продуцентската къща Madhubala Private Ltd., която е съоснована от нея през 1953 г.
Въпреки пази своя личен живот от публичното пространство, Мадхубала печели значително медийно отразяване за активната си благотворителна дейност и за връзката си с актьора Дилип Кумар, която продължава седем години, и с актьора и певец Кишор Кумар, за когото в крайна сметка се омъжва през 1960 г. От началото на трийсетте си години тя страда от повтарящи се пристъпи на задух и хемоптиза, причинени от дефект на камерната преграда, което в крайна сметка води до смъртта ѝ през 1969 г. на 36 години. Тя често е наричана индийската Мерилин Монро поради огромната популярност, която трупа в хода на кариерата си, подобно на Монро, както и заради личните си борби и преждевременна смърт.